# Branko Cikatić
Branko „The Tiger“ Cikatić (* 4. Oktober 1955 in Split; † 22. März 2020 in Solin) war ein kroatischer Kickboxer.
Am 3. April 1993 schrieb Cikatić Sportgeschichte, als er das allererste K-1-World-Grand-Prix-Finale gewann. Er siegte in drei Kämpfen gegen den Thailänder Changpuek Kiatsongrit, den Japaner Masaaki Satake und den Niederländer Ernesto Hoost jeweils durch K. o. Branko Cikatić bestritt insgesamt elf K-1-Kämpfe bei sechs Siegen und fünf Niederlagen. Sein letzter Kampf, der gleichzeitig auch sein letzter Kampf im K-1 war, fand am 7. September 1997 beim K-1 World GP Opening statt. Dabei traf er auf den Südafrikaner Mike Bernardo, welcher ihn durch technischen K. o. in der ersten Runde nach nur 38 Sekunden besiegte. Im Jahre 1997 konnte Cikatić jedoch einen anderen großen Erfolg verzeichnen – der 1,90 m große Boxer wurde Schwergewichts-Weltmeister der I.K.B.F. (International Kick Boxing Federation).
Kampfrekord (K-1): 6 Siege: 5 × K. o., 1 × TKO --- 5 Niederlagen: 1 × K. o., 1 × TKO, 3 × Punkte
Er war in Karate, Taekwondo, Boxen, Judo involviert ... Er war ein bekannter Profi im Kickboxen und Thai-Boxen.  Im Amateur-Kickboxen war er 1981 Weltmeister und 1979, 1980, 1981, 1982 und 1983 Europameister.  Als Profi war er 1987, 1988, 1989 und 1992 Weltmeister und 1986 Europameister.  Dreizehnmal war er Weltmeister in verschiedenen Disziplinen.  Er war der erste Gewinner des K-1 Grand Prix in Japan im Jahr 1993. Er besiegte den großen Niederländer Ernest Hoost im Finale.  Seit 2015 war er Mitglied der Split Sports Hall of Fame.
Gegen Ende seiner Karriere wirkte Cikatić in dem Film Skyscraper (1996) mit.

## K-1 Kämpfe
- 3. April 1993 (K-1 World Grand Prix Finale): vs. Changpuek Kiatsongrit → K. o.-Sieg in der ersten Runde nach 2 Minuten 35 Sekunden
- 3. April 1993 (K-1 World Grand Prix Finale): vs. Masaaki Satake → K. o.-Sieg in der dritten Runde nach 45 Sekunden
- 3. April 1993 (K-1 World Grand Prix Finale): vs. Ernesto Hoost → K. o.-Sieg in der ersten Runde nach 2 Minuten und 49 Sekunden
- 4. März 1994 (K-1 Challenge): vs. Andy Hug → 3:0-Punkt-Niederlage nach fünf Runden
- 30. April 1994 (K-1 World Grand Prix Finale): vs. Andre Mannaart → K. o.-Sieg in der zweiten Runde nach 16 Sekunden
- 30. April 1994 (K-1 World Grand Prix Finale): vs. Masaaki Satake → 2:0-Punkt-Niederlage nach drei Runden
- 18. September 1994 (K-1 Revenge): vs. Stan 'The Man' Longinidis → 3:0-Punkt-Niederlage nach fünf Runden
- 10. Dezember 1994 (K-1 Legend): vs. Ernesto Hoost → K-o--Sieg in der zweiten Runde nach 1 Minute und 18 Sekunden
- 16. März 1997 (K-1 Kings): vs. Akio 'Musashi' Mori → TKO-Sieg in der vierten Runde nach 1 Minute und 38 Sekunden
- 20. Juli 1997 (K-1 Dreams): vs. Sam Greco → K. o.-Niederlage in der ersten Runde nach 2 Minuten und 58 Sekunden
- 7. September 1997 (K-1 World GP Opening): vs. Mike Bernardo → TKO-Niederlage in der ersten Runde nach 38 Sekunden